# Psalmopoeus rufus
Psalmopoeus rufus är en spindelart som beskrevs av Alexander Petrunkevitch 1925. Psalmopoeus rufus ingår i släktet Psalmopoeus och familjen fågelspindlar.
Artens utbredningsområde är Panama. Inga underarter finns listade i Catalogue of Life.